# Vrbice (ort i Tjeckien, Karlovy Vary)
Vrbice är en ort i Tjeckien.   Den ligger i regionen Karlovy Vary, i den västra delen av landet, 80 km väster om huvudstaden Prag. Vrbice ligger 566 meter över havet och antalet invånare är 175.
Terrängen runt Vrbice är platt söderut, men norrut är den kuperad. Runt Vrbice är det glesbefolkat, med 17 invånare per kvadratkilometer. Närmaste större samhälle är Podbořany, 15,5 km nordost om Vrbice. Trakten runt Vrbice består till största delen av jordbruksmark.